# Luká
Luká (in tedesco Luk) è un comune della Repubblica Ceca facente parte del distretto di Olomouc, nella regione di Olomouc.